# Rouble d'assignation
Pour les articles homonymes, voir Rouble, Assignation et Assignat.
Le rouble d'assignation (en russe : ассигнационный рубль, assignatsionny roubl) est la première forme de papier monnaie en Russie. Également appelé « assignat », cette forme du rouble impérial russe est en usage entre 1769 et 1849. Le rouble d'assignation était employé concomitamment avec le rouble-argent, chacun d'eux disposant de son propre taux de change. Vers la fin de son existence, le rouble d'assignation eut un taux de change considérablement moindre que le rouble-argent.

## Histoire

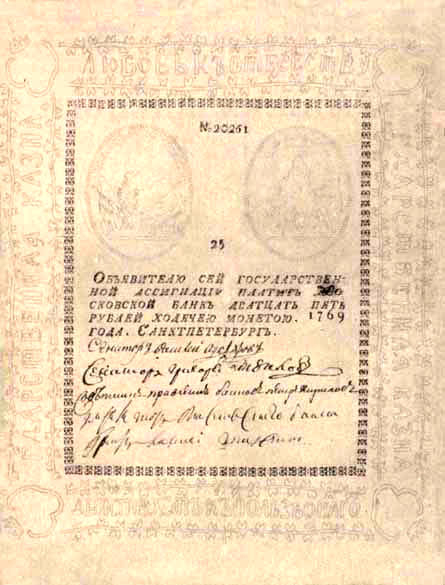
Premier type d'assignat (1769), émission pour 25 roubles, uniface.

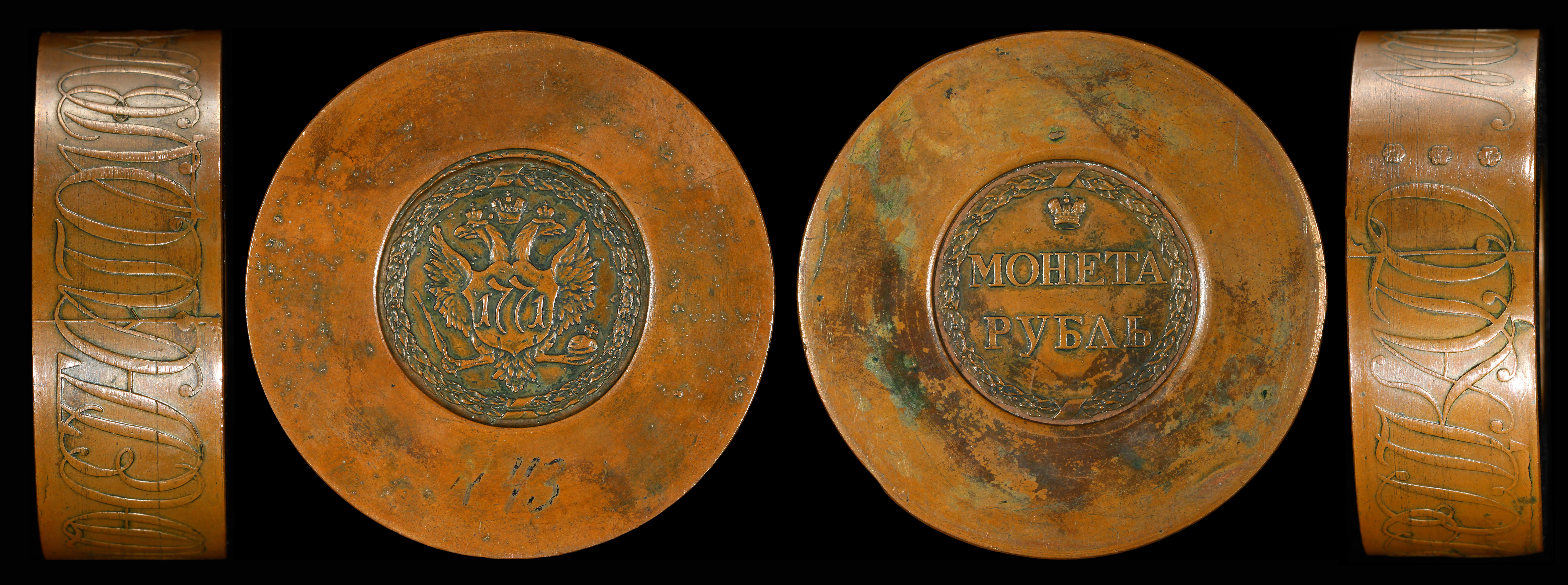
Rouble dit « Sestroretsk », en cuivre (tranches, avers et revers), en cuivre, pesant 1,022 kg et frappé en 1771, servant de garantie aux billets — National Museum of American History.

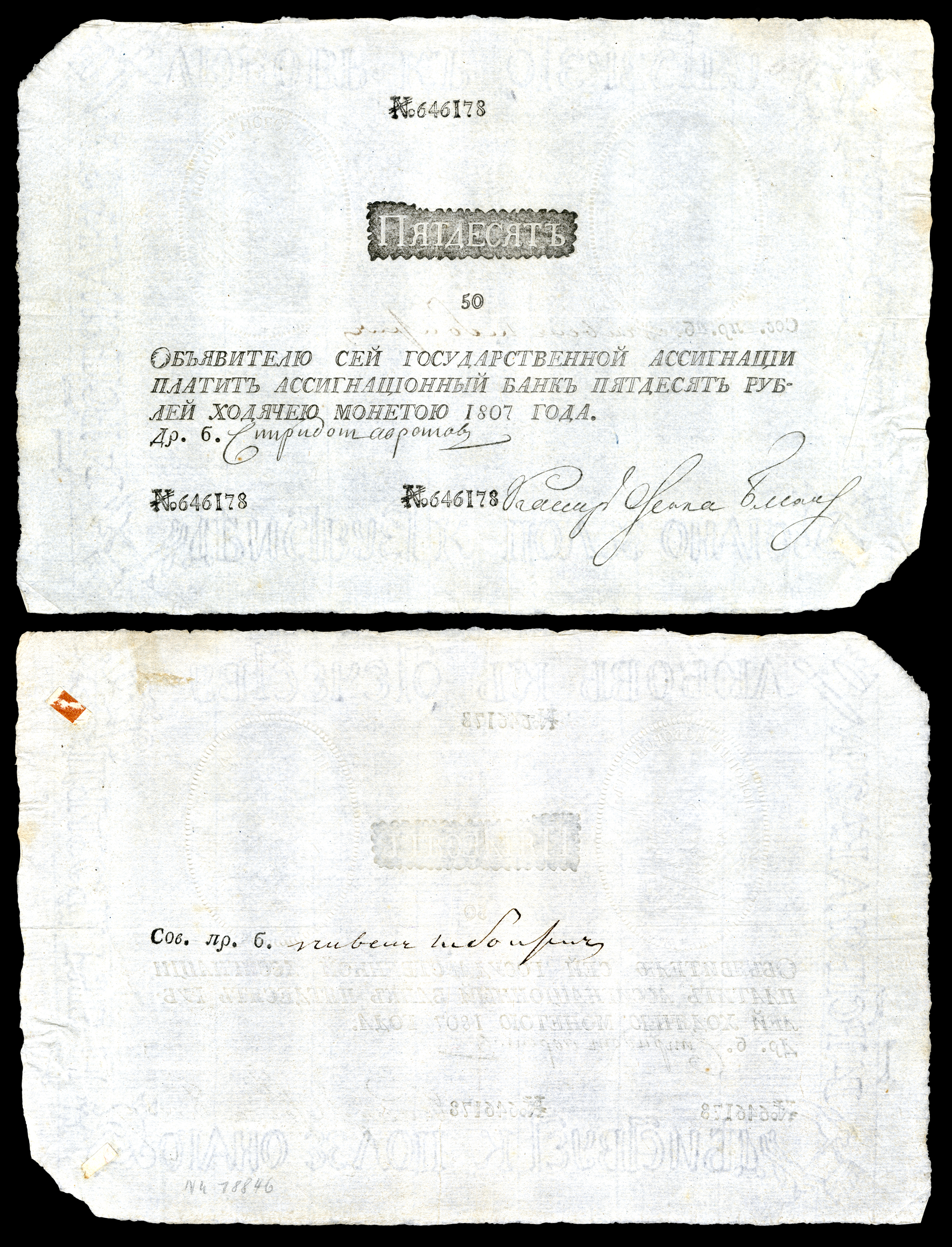
Assignat de 50 roubles (type 1807), uniface.

L'apparition du rouble-assignat est liée à l'augmentation des dépenses militaires, ce qui conduit alors à une pénurie d'argent métal, l'ensemble des échanges commerciaux se déroulant sur le marché international uniquement en or et en argent. Cette pénurie, ajoutée à la thésaurisation des foyers russes qui immobilisait de grandes masses de cuivre, rendait difficiles les paiements de grandes sommes. D'où la nécessité de mettre en place un mode alternatif de règlement des grandes sommes.
En 1768, sous le règne de Catherine II, la Banque d'assignation est donc fondée à Saint-Pétersbourg, avec pour mission de produire du papier monnaie russe. Les locaux ouvrent en 1769, et une succursale est également ouverte la même année à Moscou. D'autres agences bancaires ouvrirent par la suite dans différentes villes de l'Empire, sièges des gouvernements. Les assignats de 100, 75, 50 et 25 roubles pouvaient être acquis contre une somme équivalente en roubles de cuivre, lesquels pouvaient être remboursés sur présentation des roubles d'assignation.
Le capital de départ de la banque d'assignation est d'un million de roubles, en pièces de cuivre, à raison de 500 000 roubles par bureau ; le total des sommes émises sous forme papier est donc limitée à 1 000 000 de roubles.
La Banque d'assignation est dissoute en 1818 et remplacée par la Banque commerciale d'État. Un nouveau type de billets est alors émis, appelé le rouble-crédit, également coté.
Il faut attendre l'oukase du 12 juin 1860 pour voir apparaître la première banque centrale, la Banque d'État de l'Empire russe qui va tenter de gager ses émissions de papier monétaire, quant aux réserves d'or.

## Émission des roubles d'assignation

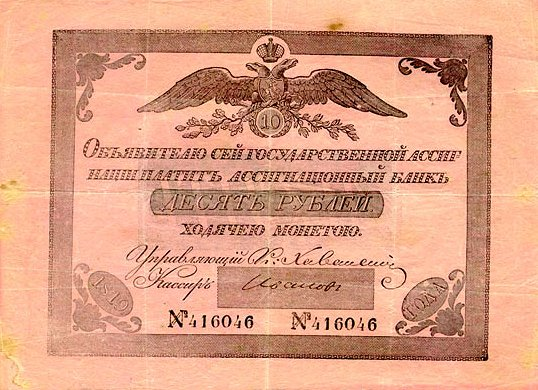
10 roubles de 1819.

Entre 1769 et 1843, cinq séries de roubles d'assignation sont émises successivement. Presque toutes les émissions se sont faites sur plusieurs années (à part quelques valeurs faciales de l'émission de 1802. Une émission s'est faite en deux séries distinctes, celle de 1785–1787.
| Émission  | Valeur      | Années              | Commentaires |
| --------- | ----------- | ------------------- | ------------ |
| 1769      | 25 roubles  | 1769–1973           |              |
| 1769      | 50 roubles  | 1769–1773           |              |
| 1769      | 75 roubles  | 1769–1773           |              |
| 1769      | 100 roubles | 1769–1773           |              |
| 1774      | 25 roubles  | 1774–1784           |              |
| 1774      | 50 roubles  | 1774–1784           |              |
| 1774      | 100 roubles | 1774–1784           |              |
| 1785–1787 | 5 roubles   | 1787–1802 1803–1818 |              |
| 1785–1787 | 10 roubles  | 1787–1801 1803–1817 |              |
| 1785–1787 | 25 roubles  | 1785–1802 1803–1818 |              |
| 1785–1787 | 50 roubles  | 1785–1802 1803–1818 |              |
| 1785–1787 | 100 roubles | 1785–1801 1803–1818 |              |
| 1802      | 5 roubles   | 1802                |              |
| 1802      | 10 roubles  | 1802–1803           |              |
| 1802      | 25 roubles  | 1802                |              |
| 1802      | 100 roubles | 1802                |              |
| 1818–1843 | 5 roubles   | 1819–1843           |              |
| 1818–1843 | 10 roubles  | 1819–1843           |              |
| 1818–1843 | 20 roubles  | 1822                |              |
| 1818–1843 | 25 roubles  | 1818–1843           |              |
| 1818–1843 | 50 roubles  | 1818–1843           |              |
| 1818–1843 | 100 roubles | 1819–1843           |              |
| 1818–1843 | 200 roubles | 1819–1843           |              |

## Réformes de 1839-1843

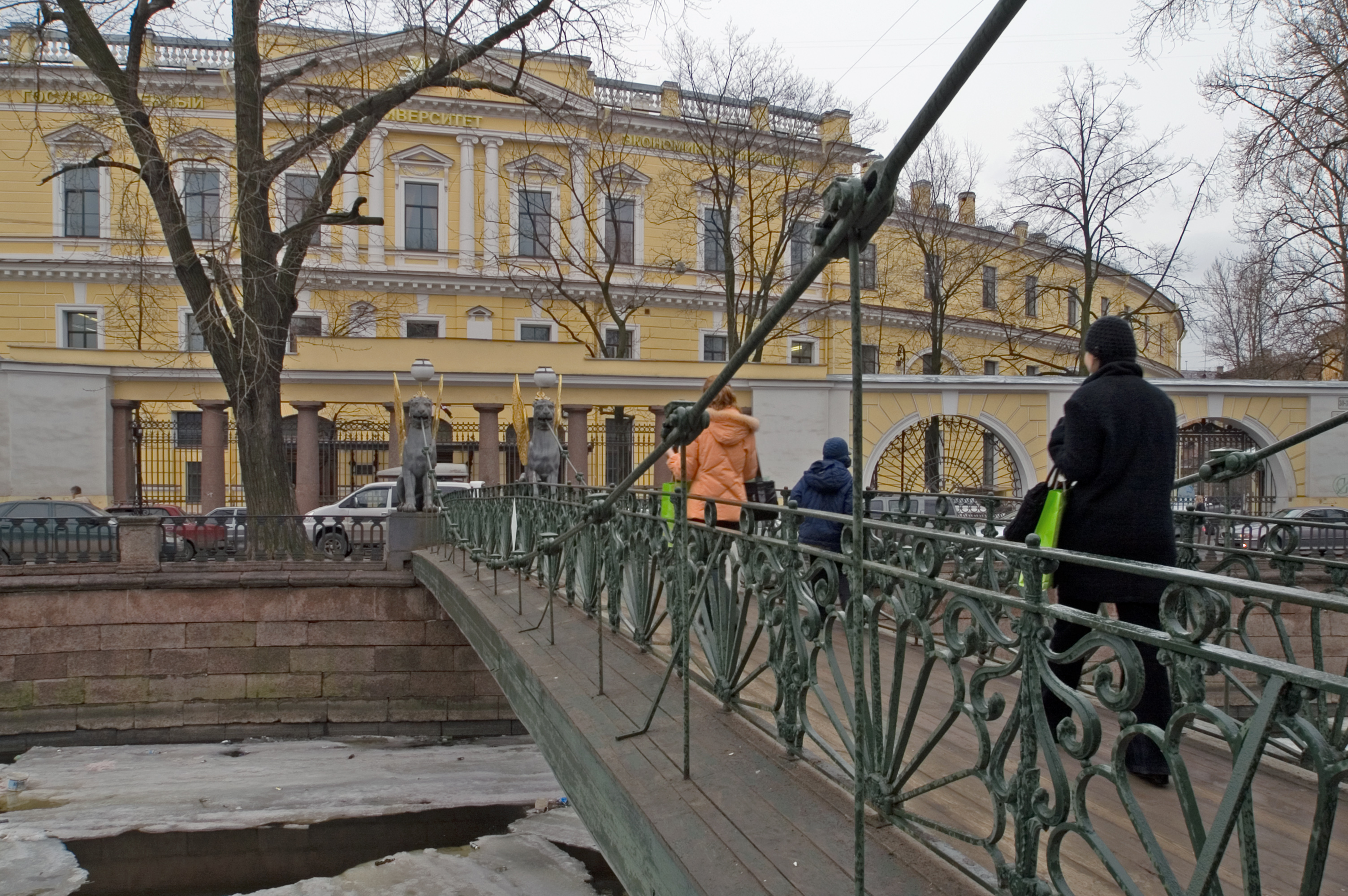
Le bâtiment de l'ancienne Banque d'assignation à Saint-Pétersbourg, de nos jours, avec le pont de la Banque à l'avant-plan.

En 1843, tous les assignats sont retirés de la circulation, remplacés par les « billets de crédit d’État (ru) » (en russe : государственные кредитные билеты), avec des valeurs faciales de 1, 3, 5, 10, 25, 50 et 100 roubles. La Banque d'assignation est remplacée par la Banque d’État, qui ferme définitivement ses portes en 1848. Ces évolutions sont les suites des réformes monétaires menées entre 1839 et 1843 par Georges Cancrin, Ministre russe des Finances entre 1823 et 1844, qui améliora considérablement le système fiscal.